# 사부아주의 캉통
프랑스 사부아주에는 총 19개의 캉통이 속해 있다. 2015년 3월 행정구역 총개편으로 인해 현재는 다음과 같이 설치되어 있다.
- 엑스레뱅 1
- 엑스레뱅 2
- 알베르빌 1
- 알베르빌 2
- 부르생모리스
- 뷔제사부야르
- 샹베리 1
- 샹베리 2
- 샹베리 3
- 모단
- 몽멜리앙
- 라모트세르볼레
- 무티에르
- 르퐁드보부아쟁
- 라라부아르
- 생탈방레스
- 생장드모리엔
- 생피에르달비니
- 위진